# Mimosa polydidyma
Mimosa polydidyma är en ärtväxtart som beskrevs av Rupert Charles Barneby. Mimosa polydidyma ingår i släktet mimosor, och familjen ärtväxter. IUCN kategoriserar arten globalt som starkt hotad. Inga underarter finns listade i Catalogue of Life.